# العتبة الحسينية
العتبة الحسينية هو المكان الذي دفن فيه الحسين بن علي في كربلاء في العراق بعد معركة كربلاء عام 61 هـ، ويقصده المسلمين من طائفة الشيعة لأجل زيارته والتبرك بمرقدهِ.
تقع العتبة الحسينية في مركز مدينة كربلاء ونقل التاريخ أن أول من اهتم بالقبر هم قبيلة بني أسد وساهموا مع الإمام السجاد في دفن الجسد للإمام الحسين وأقاموا رسماً لقبرهِ ونصبوا علماً لهُ لكي لا يدرس أثره. ولما ولي المختار بن أبي عبيد الثقفي الأمر بالكوفة سنة 65 هـ، بنى عليهِ بناء وكانت على القبر سقيفة وحوله مسجد ولهذا المسجد بابان احدهما نحو الجنوب والآخر نحو الشرق ثم توالت العمارة زمن المأمون والمنتصر الذي أولى المرقد رعاية خاصة، والداعي الصغير وعضد الدولة البويهي وغيرهم ممن أعقبهم ولم تتوقف العمارات أو التوسع بالإضافة إليها وصيانتها وترميمها منذ ذلك الحين وإلى غاية الآن
تضم هذه الروضة قبر الإمام الحسين وبجانبه العديد من قبور الأصحاب الذين قتلوا معهُ في واقعة الطف. وإبراهيم المجاب، مرقد حبيب بن مظاهر الأسدي والقاسم بن الحسن وعلي الأكبر بن الامام الحسين بن علي.
تتكون العتبة الحالية من صحن واسع تصل مساحته إلى 15000 م2 يتوسطه حرم تبلغ مساحته 3850 م2 يقع فيه ضريح الحسين بن علي وتحيط به أروقة بمساحة 600 م 2 وتتقدمه طارمة امامية أو صحن.
وتعلو الضريح الحسيني قبة بارتفاع 37 متراً من الأرض وهي مغشاة من أسفلها إلى أعلاها بالذهب وترتفع فوق القبة سارية من الذهب أيضاً بطول مترين وتحف بالقبة مئذنتان مطليتان بالذهب ويبلغ عدد الطابوق الذهبي الذي يغطيها 8024 طابوقة.
للعتبة أقسام خارج المبنى الأصلي أيضا، منها: مركز الإمام الحسن للدراسات التخصصية.

## أجزاء الروضة المهمة

### الضريح
يقع الضريح الذي ضم في ثراه جسد الإمام أبي عبد الله الحسين مع ابنيه علي الأكبر وعلي الأصغر، تحت صندوق مصنوع من الخشب المطعم بالعاج ويحيط به صندوق آخر من الزجاج ويعلو الصندوق شباك مصنوع من الفضة وموشى بالذهب وعليه كتابات من الآيات القرآنية ونقوش وزخارف مختلفة وتحيط بالشباك روضة واسعة رصفت أرضها بالمرمر الإيطالي وغلفت جدرانها بارتفاع مترين بالمرمر نفسه فيما اوجد على بقية الجدران والسقوف مرايا التي صنعت بأشكال هندسية تشكل آية من آيات الفن المعماري الرائع.
تم استبدال الشباك القديم الذي كان بتبرع من زوجة الشاه في الثلاثينات من القرن العشرين باخر حديث يزن (12طن) إشتملت على خمسة أطنان من الخشب، وخمسة أطنان أو أقل من الفضّة، ومائة وعشرين كيلو من الذهب
زُخرفت على الشبّاك الجديد لضريح الإمام الحُسين أسماء الأئمة الإثنى عشر، وكذلك إسمى علي الأكبر وعلي الأصغر، وبعض الآيات القرآنية الكريمة

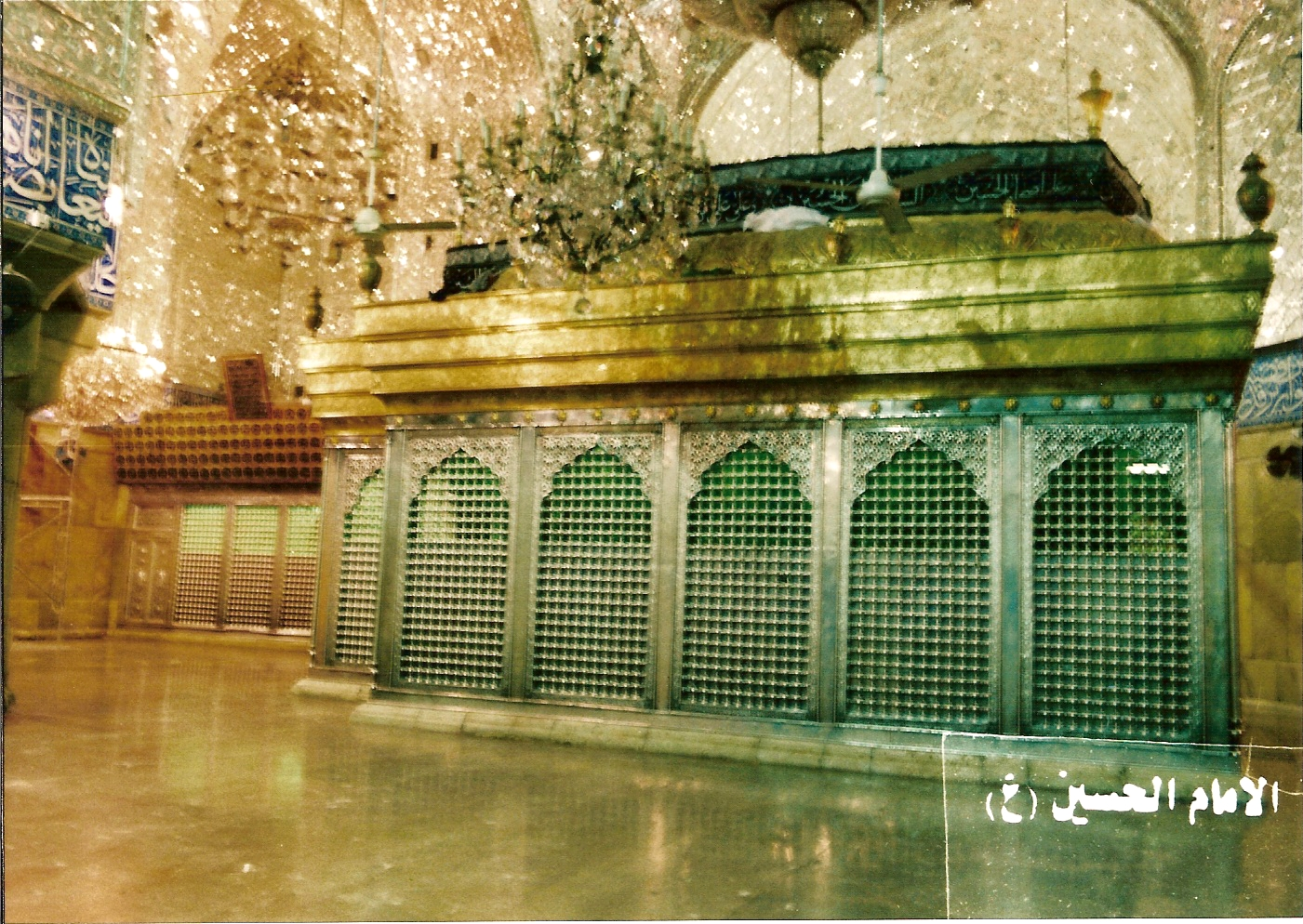
الضريح الحسين

### ضريح الشهداء
وموقعه قريب من الضريح الحسيني إلى جهة الشرق حيث مثوى أصحاب الحسين الذين قتلوا مع الإمام الحسين في معركة الطف وهم مدفونون في ضريح واحد وجعل هذا الضريح علامة لمكان قبورهم وهم في التربة التي فيها قبر الحسين. والضريح مصنوع من الفضة وله شباكان الأول يطل على الحرم الداخلي وقد كُتبت فوقه أسماؤهم والثاني فُتح حديثاً وهو يطل على الرواق الجنوبي إلى اليمين من باب القبلة.

### الأروقة
يحيط بالحرم الحسيني أربعة أروق من كل جهة رواق يبلغ عرض الرواق الواحد 5 م وطول ضلع كل من الرواق الشمالي والجنوبي 40 م تقريباً وطول ضلع كل من الرواق الشرقي والغربي 45 م تقريباً وأرضيتها جميعاً مبلطة بالرخام الأبيض ووسط جدرانها كلها قطع من المرايا الكبيرة أو الصغيرة ويبلغ ارتفاع كل رواق 12 م ولكل رواق من هذه الأروقة اسم خاص به وهي:
- الرواق الغربي: ويدعى برواق السيد إبراهيم المجاب نسبة إلى مدفن السيد إبراهيم بن السيد محمد العابد بن الإمام موسى الكاظم، ويعرف بالمجاب لحادثة مشهورة، وكان قد قدم كربلاء سنة 247 هـ، واستوطنها إلى وفاته فدفن في هذا الموضع، وعليه اليوم ضريح من البرونز وتمر به الزوار لزيارته.
- الرواق الجنوبي: ويدعى برواق حبيب بن مظاهر الأسدي نسبة إلى وجود قبر حبيب بن مظاهر بن رئاب بن الأشتر بن حجوان الأسدي الكندي فيه وكان من القادة الشجعان الذين نزلوا الكوفة وصحب الامام علي بن أبي طالب في حروبه كلها ثم كان على ميسرة الإمام الحسين يوم الطف سنة 61 هـ وعمره خمس وسبعون سنة وقد استبسل فيها وكان ممن عرض عليهم الأمان فأبوا وقالوا لا عذر لنا عند رسول الله إن قتل الحسين وفينا عين تطرف حتّى قتلوا حوله وعلى قبره اليوم ضريح لطيف من الفضة.
- الرواق الشرقي: ويدعى برواق الفقهاء وفيه مدافن الشخصيات العلمية الكبيرة.
- الرواق الشمالي: أو الأمامي ويدعى برواق الملوك حيث احتوى على مقبرة للملوك القاجاريين.

#### أبواب الأروقة الداخلية

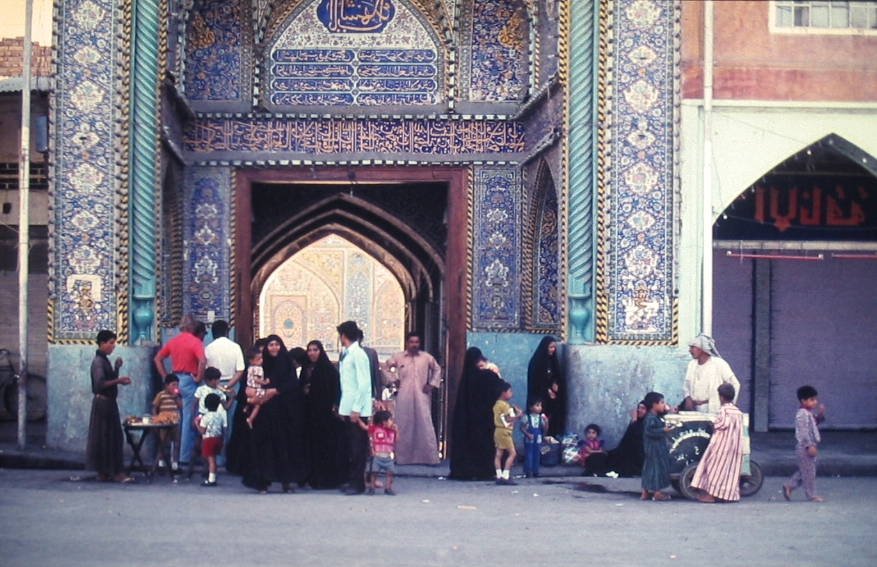
أحد أبواب الحرم

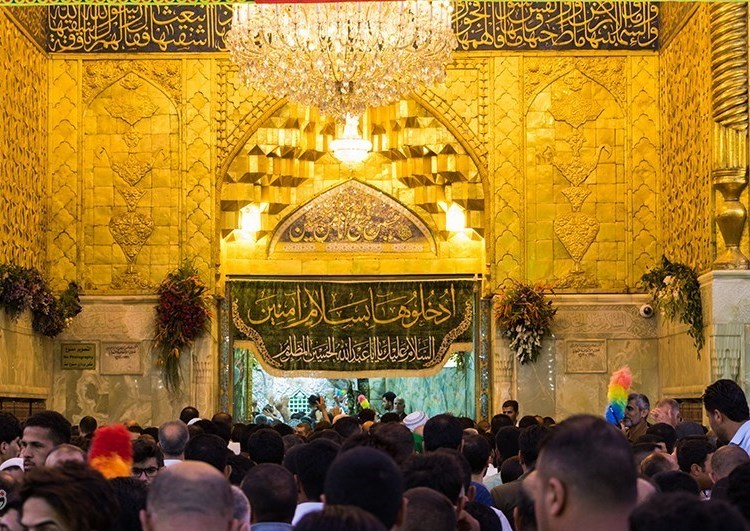
مدخل الضريح مكتوب أعلاه الحديث النبوي:

توجد ثمانية أبواب داخلية للأروقة تؤدي إلى الحضرة وهي:
- باب القبلة
- باب علي الأكبر
- باب الكرامة
- باب الناصري
- باب السيد إبراهيم المجاب
- باب رأس الحسين
- باب حبيب بن مظاهر

#### أبواب الأروقة الخارجية
أما أبواب الأروقة الخارجية التي تؤدي إلى الصحن فعددها سبعة، وهي:
- باب حبيب بن مظاهر
- باب القبلة
- باب صاحب الزمان
- باب علي الأكبر
- باب الكرامة
- باب السيد إبراهيم المجاب
- باب رأس الإمام الحسين

### المذبح
وهو المحل الذي ذُبِح فيه الإمام الحسين وموقعه إلى الجنوب الغربي من الرواق ويتألف من غرفة خاصة لها باب فضي وأرضيتها من المرمر الأبيض وفيها سرداب يعلوه باب فضي أيضاً ويطل من هذه الغرفة شباك على الصحن من الخارج.

### الصحن
وهو بناء كبير وفناء واسع يحيط بالمرقد ويطلق عليه البعض اسم الجامع لاجتماع الناس فيه لإقامة الصلوات الخمس وأداء الزيارات المخصوصة في مواسمها المعلومة والصحن من الداخل على شكل مستطيل ولكنه سداسي على شكل الضريح ويحيط به سور عالي يفصل الروضة من الخارج وجرى تزيينه بالطابوق الأصفر والقاشاني وإقامة الكتائب على الأبواب وكتبت عليه من الجهة العليا الآيات القرآنية بالخط الكوفي وعلى الطابوق المعرق ومن الداخل تتوزعه الايوانات التي يبلغ عددها (65) إيواناً تطل على الصحن وتحيطه من جميع جوانبه وفي كل إيوان توجد حجرة مزيّنة جدرانها بالفُسَيفساء من الخارج والداخل.

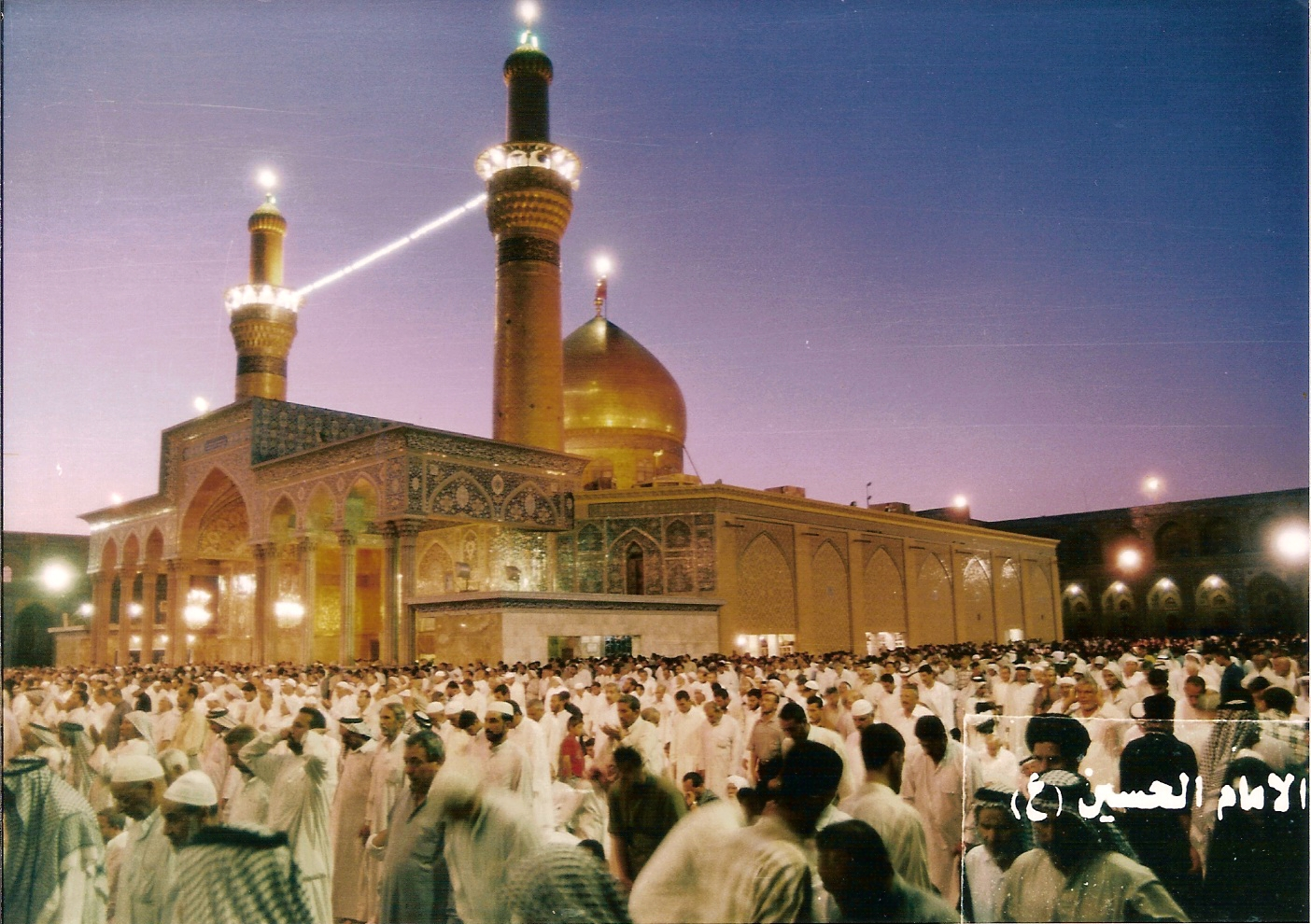
مرقد الحسين

#### أبواب الصحن
للصحن عشرة أبواب يؤدي كل منها إلى الشارع الدائري المحيط بالروضة والشوارع المتفرعة منه وقد جاءت كثرة هذه الأبواب من اجل تخفيف حدة الزحام في مواسم الزيارات وجميع الأبواب مصنوعة من الخشب الساج وبأشكال مختلفة وعليها سقوف مغلّفة بالقاشاني وتتضمن حواشيها الآيات القرآنية والأبواب هي:
- باب القبلة: وهو من أقدم الأبواب، ويعد المدخل الرئيسي إلى الروضة الحسينية، وعرف بهذا الاسم لوقوعه إلى جهة القبلة.
- باب الرجاء: يقع بين باب القبلة وباب قاضي الحاجات.
- باب قاضي الحاجات: يقع هذا الباب مقابل سوق التجار، وقد عرف بهذا الاسم نسبة إلى الإمام المهدي.
- باب الشهداء: يقع هذا الباب في منتصف جهة الشرق حيث يتجه الزائر منه إلى مشهد العباس وعرف بهذا الاسم تيمناً بشهداء معركة الطف.
- باب السلام: يقع في منتصف جهة الشمال وعرف بهذا الاسم لان الزوار كانوا يسلّمون على الإمام باتجاه هذا الباب ويقابله زقاق السلام.
- باب السدرة: يقع هذا الباب في أقصى الشمال الغربي من الصحن وعرف بهذا الاسم تيمناً بشجرة السدرة التي كان يستدل بها الزائرون في القرن الأول الهجري إلى موضع قبر الحسين ويقابل هذا الباب شارع السدرة.
- باب السلطانية: يقع هذا الباب غرب الصحن وعرف بهذا الاسم نسبة إلى مشيده أحد سلاطين آل عثمان.
- باب الكرامة: يقع هذا الباب في أقصى الشمال الشرقي من الصحن وهو مجاور لباب الشهداء وعرف بهذا الاسم كرامةً للإمام الحسين.
- باب الرأس: يقع هذا الباب في منتصف جهة الغرب من الصحن وعرف بهذا الاسم لأنه يقابل موضع رأس الحسين.
- باب الزينبية: يقع هذا الباب إلى الجنوب الغربي من الصحن وقد سمي بهذا الاسم لوجود مقام تلّ الزينبية مقابلاً له.

### الطارمة (إيوان الذهب)
يطلّ هذا الإيوان على الصحن الشريف من جهة الجنوب وله سقف عالي ولكنه ليس بمستوى واحد فهو مرتفع من الوسط ومنخفض من الطرفين ويرتكز السقف على أعمدة من الرخام والإيوان مستطيل الشكل بطول (36) م وعرض (10) م وقد كسيت جدرانه بالذهب وزُيّنت جوانبه بالفسيفساء المنقوشة بشكل بديع بينما بقية الجدران كسيت بالقاشاني المزخرف ويفصل هذا الإيوان عن الصحن مشبك معدني ويكون المرور من الجانبين إلى الروضة.

### خزانة الروضة
وموقعها في الواجهة الشمالية للروضة وهي غرفة حصينة تضم هدايا الملوك والسلاطين والأمراء والشخصيات من مختلف البلدان الإسلام وفيها تحف ونفائس.

### مكتبة العتبة الحسينية المقدسة
وتقع إلى الجهة اليمنى عند مدخل باب القبلة وتأريخ تأسيسها يعود إلى سنة 1399 هـ / 1979م وهي تضم العديد من الكتب المطبوعة والمخطوطة بالإضافة إلى المصاحف المخطوطة

## مئذنة العبد
وهي من المآذن الجميلة المميزة التي كانت تزين الحائر الحسيني الشريف، كان موقعها في الزاوية الشمالية الشرقية من الصحن الحسيني الشريف، على اليمين الداخل من باب الشهداء، ولجدار الصحن أقرب من باب الجدار وكانت مئذنة جبارة أعظم وأفخم من كل المآذن الموجودة في العتبات المقدسة في كربلاء والنجف والكاظمية وسامراء، من حيث الفخامة في الأبنية التاريخية كانت هي الثانية في العراق من بعدملوية المتوكل وجامعه في سامراء. فكان يبلغ قطر قاعدتها عشرين متر تقريباً، وارتفاعها اربعين مترا، مكسوة بالفسيفساء والكاشاني الاثاري البديع الصنع
يعود تاريخ منارة العبد إلى سنة 767ه عندما بناها الخواجة مرجان (مشيد جامع مرجان والمدرسة المرجانية في وسط شارع شارع الرشيد) والذي كان واليا على بغداد من قبل السلطان الثاني من سلاطين الدولة الجلائرية الايلخانية، اويس الجلائري الذي كانت عاصمة ملكه تبريز فتمرد عليه مرجان ورفع راية العصيان ضده واستبد ببغداد، حتى اضطر السلطان أويس أن يسير إليه جيش من تبريز، ليقضي على حركته، ودخل أويس إلى بغداد دخولاً هائلا وكان يوما مشهودا وفر مرجان من بغداد ولاذ بقبر ابي عبد الله الحسين (عليه السلام) وكان حين استجار بالضريح المقدس، قد نذر أن يبني مئذنة خاصة في الصحن الحسيني الشريف، إذا خرج ناجيا من الغمه ففعل ذلك وبنى حولها مسجدا خاصا، ثم أجرى لهما من أملاكه في كربلاء وبغداد وعين التمر والرحالية أوقافا يصرف واردهاعلى المسجد والمئذنة، وعندما علم أويس بما جرى للعبد أحضره فأكرمه وعفاعنه، وأعاده والياً على العراق لِما قام به من خدمات جليلة في الحائر الشريف واستمر حاكماً ببغداد إلى أن ادركه الموت سنة793ه/ 1374م.
لقد كانت مئذنة العبد بنقوشها البديعة تُشكل أية في الفن المعماري، ومعلما أثريا رائعا حتى ان الكثير من المستشرقين والرحالة الذين زاروا كربلاء قد ذكروا هذه المنارة عند وصفهم المشهد الحسيني الشريف ومنهم خان أديب الملك (المراغي) حين زار كربلاء عام (1273ه/ 1857م) وحين زار الرسام الإنكليزي روبت كلايف كربلاء عام (1862م) ورسم الروضة الحسينية المقدسة كان اوضح المعالم الجمالية في لوحته منارة العبد وهي مزينة بالقاشاني ذات النقوش البارزة وهي دائرية الشكل ذات قاعدة سداسية الاضلاع وفي عام1890م زاركربلاء رئيس بعثة بنسلفانيا للتنقيب عن الأثار القديمة في نفر (منطقة عفج) جون بيترز ووصف المنارة العبد بأنها مزينة بالكاشي البديع
بقيت مئذنة العبد حوالي ستة قرون قائمه من يوم تشيدها سنة 767ه مزدانة بتشكيلتها الزخرفية الرائعه ومكسوة بالقاشاني الملون والمزخرف، وبسبب تقادم الزمن جرى على المئذنة عدة اصلاحات ابرزها على يد الشاه طهماسب الصفوي في سنة 982م من ضمن ما قام به من الاصلاحات والتعمير للحائر المقدس في تلك السنة وتوسيع الصحن من الجهة الشمالية من وكذلك الإصلاحات التي جرت عليها بعد تضرر الجزء العلوي من المئذنة بأحداث واقعة المناخور المعروفة بواقعة الغدير دم) جراء إطلاق جنود الحاكم العثماني نجيب باشا الرصاص واصابتهم أعلى المئذنة، فقد وصفها عالم الأثار الإنكليزي لوفتس عندما زار كربلاء عام 1270 ه: 1854م بأن إحدى المناراة الثلاثة تبدو متداعية توشم على السقوط على اثر احتلال جنود نجيب باشا المدينة، وكانت قد تعرضت المساجد إلى الخراب والتدمير بصوره خطيرة، فظلت اثار القنابل والشظايا واضحة العيان في قبابها. وفي عام 1308ه اوعز البلاط العثماني بتصليح المئذنة المذكورة فأصلحت وبقيت هذه المناره عبر تلك السنين والاعوام وهي شامخه مثلما وصفها المستشرق الهولندي هونيكمان عندما زار كربلا عام 1935م
وفي أواخر عام 1354ه: 1936م قام متصرف لواء كربلاءصالح جبر باأمر من رئيس الوزراء ياسين الهاشمي بهدم مئذنة العبد الأثرية عن جهل وعدم تقدير قيمتها التارخية بحجة ميلانها وتصدعها وتعزو المصادر سبب الهدم إلى قرار سياسي اتخذه رئيس الوزراء استنادا التقارير التي استلمتها مديرية الاوقاف العامة، ويقال أيضا إلى انه عمد إلى ذلك بغرض الاستيلاء على عائدات الاوقاف الكثيرة التي تركها مرجان للمئذنة وللمدينة سوية ومن الجدير بالذكر انه حينما اقاموا على هدم منارة العبد عثروا على نقود نحاسية قديمة ترجع إلى العهد الجلائري والصفوي وقد اودعت في دار الاثار القديمة ببغداد وبإزالة منارة العبد خسر فن الريازة والعمران الإسلامي اثرا تاريخيا رائعا، واليك حسرات الدكتور عبد الجواد الكليدار آل طعمه وحنه اثر هدم هذا المعلم التاريخي وهذا بعض كلامه«تركت مئذنة العبد فراغا هائلا في الحائر الحسيني المقدس وحسرة دائمية في في قلوب محبي الفن والتاريخ كما وكان هدمها نظير ما جرى للحائر في الادور الماضية على يد الغلاة والوهابين فبكتها القلوب ورثتها الشعراء»
وقد استنكر أهالي المدينة المقدسة وفي مقدمتهم العلماء الأعلام منهم السيد هادي الخرساني وأرّخ هدمها الخطيب الشاعر الشيخ عبد الكريم نايف
| عنوان العمود |                 |
| ------------ | --------------- |
| البلد        | العراق          |
| محافظة       | كربلاء          |
| مكان         | الروضة الحسينية |

## مراحل تشييد المرقد الحسيني

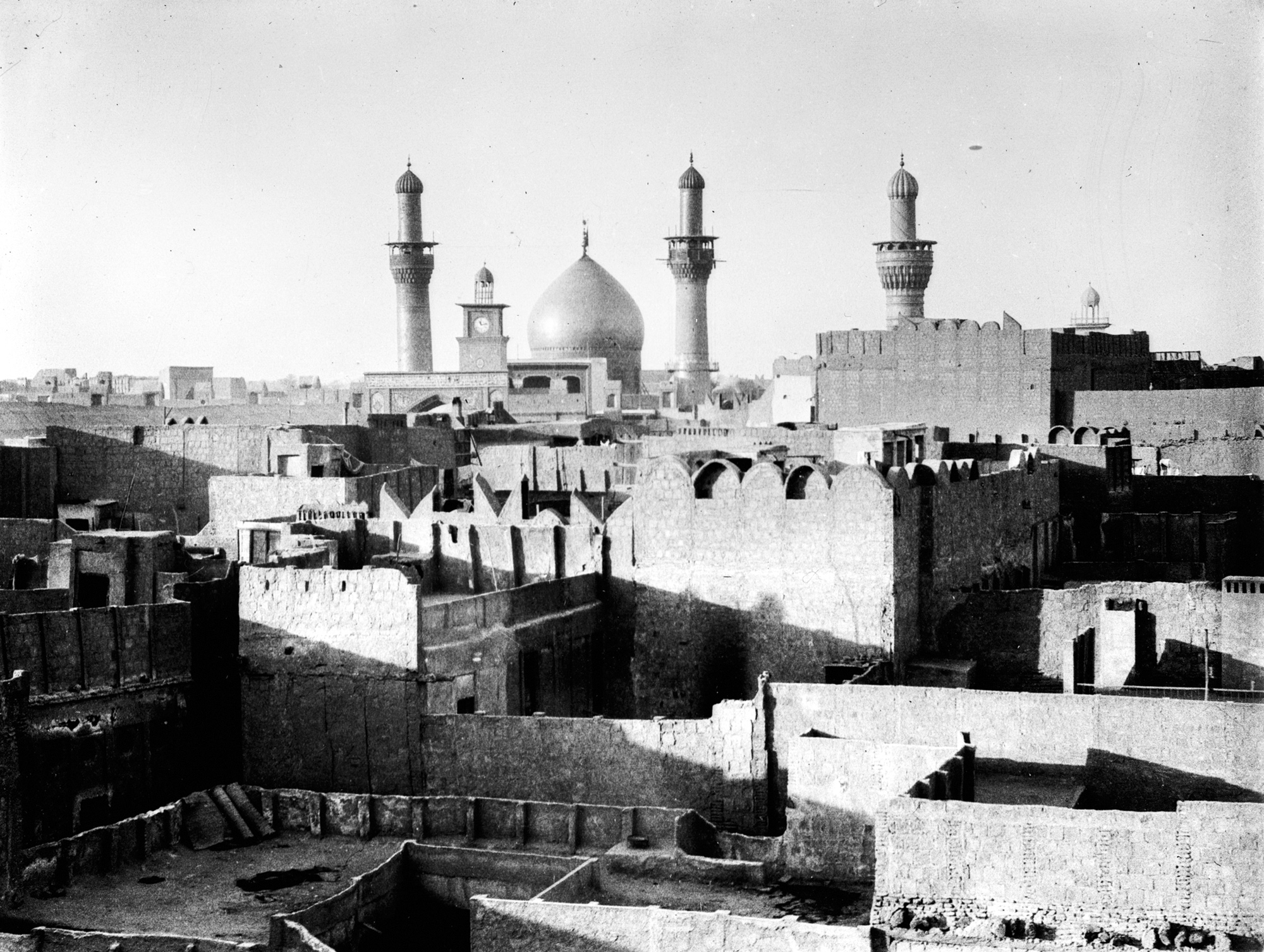
الروضة الحسينية عام 1932

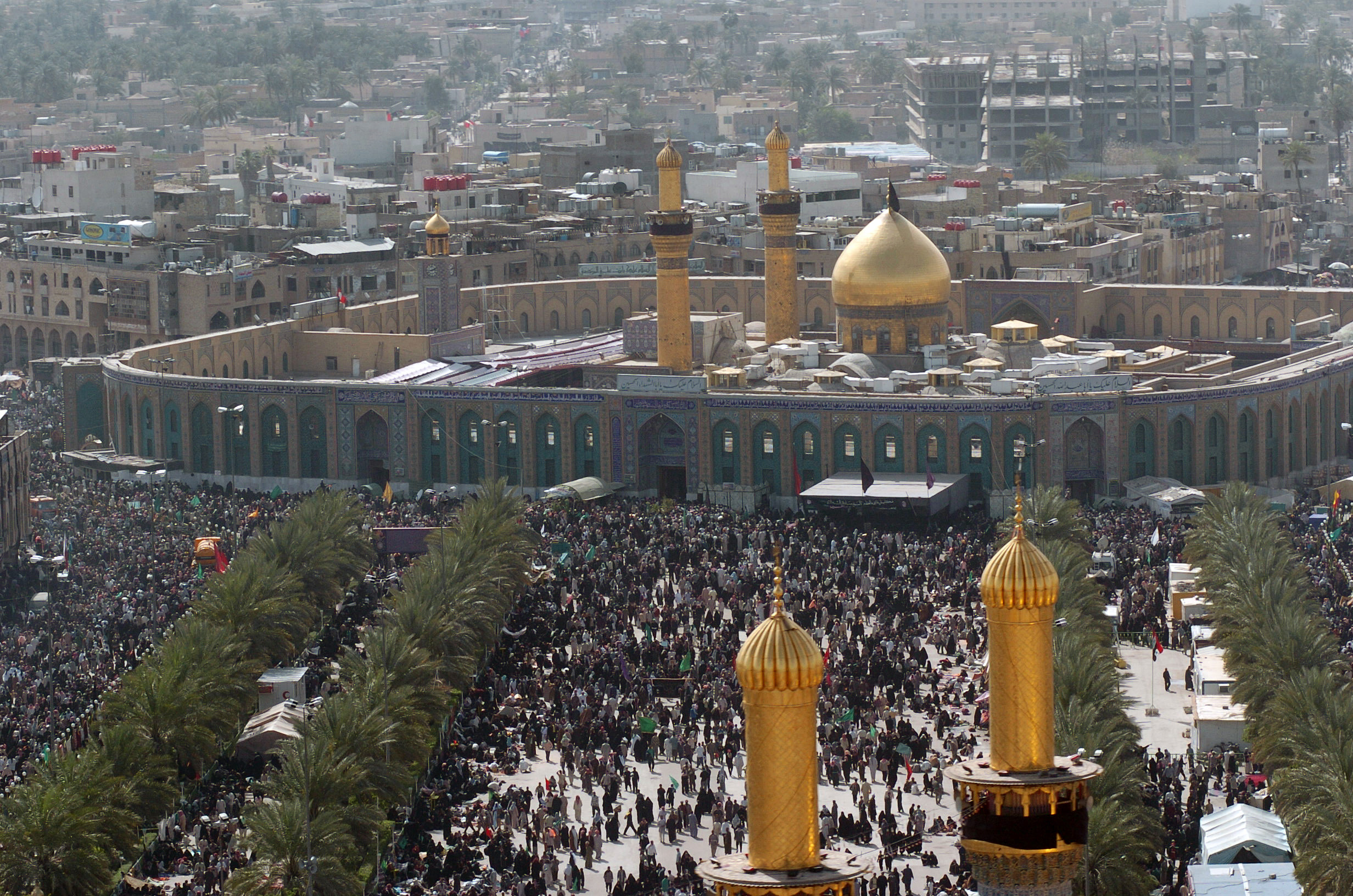
بين الحرمين

قال الإمام علي بن الحسين زين العابدين أخذ الله ميثاق أناس من هذه الأمة لا تعرفهم فراعنة هذه الأرض هم معروفون في أهل السماوات يجمعون هذه الأعضاء المتفرقة والجسوم المضّرجة وينصبون بهذا الطف علماً على قبر سيد الشهداء لا يُدرس أثره ولا يعفو رسمه على مرور الليالي والأيام

### العمارة الأولى
لما ولي المختار بن أبي عبيد الثقفي الكوفة في عام 65 هـ مطالباً بثأر الحسين وقام بتعقب قتلته ومن وقتلهم بعد ذلك بني مرقد الإمام الحسين في كربلاء وشيد له قبة من الاجر والجص وهو أول من بني عليه بناء أيام إمرته وكانت على القبر سقيفة ومسجد ولهذا المسجد بابان أحدهما نحو الجنوب والآخر نحو الشرق ويؤيد ذلك القول الوارد عن الامام جعفر الصادق في كيفية زيارة قبر الحسين فقد قال: (إذا أتيت الباب الذي يلي الشرق فقف على الباب وقل...) وقال: (ثم تخرج من السقيفة وتقف بإزاء قبور الشهداء) وما زال هذا المسير قائماً حتى الآن فالجهة المحاذية لقبور الشهداء حتى الشرق ومرقد الشهداء يقع في شرقي مرقد الحسين وأبنه علي الأكبر من هذا يعرف ان السقيفة كانت تضم قبر علي الأكبر أيضاً، بقيت تلك السقيفة والمسجد طيلة فترة العهد الأموي وسقوط دولتهم 123 هـ وقيام دولة بني العباس وفي عهد هارون الرشيد العباسي الذي عادى العلويين سعى إلى هدم تلك القبور وأرسل أناساً قدموا إلى المرقد الحسيني لتهديمه فهدموا المسجد في حرم الحسين والمسجد المقام على قبر أخيه العباس كما دمروا وخربوا كل ما فيهما من الأبنية والمعالم الأثرية وأمرهم الرشيد بقطع شجرة السدرة التي كانت نابتة عند القبر وكرب موضع القبر ثم وضع رجالاً يمنعون الناس من الوصول إلى المرقد الرشيد عام 193 هـ.

### العمارة الثانية
لأسباب سياسية تقرب المأمون العباسي للعلويين إذ عقد ولاية العهد للإمام علي بن موسى الرضا. فتظاهر بالتقرب والميل إلى العلويين باعتبارهم أصحاب حق بالخلافة فاسند ولاية العهد إلى الإمام الرضا واستبدل شعار العباسيين بشعار العلويين وذلك عام 193 هـ وأمر ببناء قبر الحسين وفسح المجال للعلويين وغيرهم بالتنقل وزيارات قبور الأئمة ففي عهد المأمون أعيد البناء على القبر وأقيم عليه بناء بقي على إلى سنه 232 هـ حيث جاء دور المتوكل العباسي الذي ضيق الخناق على الشيعة وشدد عليهم النطاق فقد أمر بتتبعهم ومنعهم من زيارة قبر الحسين ولم يكتف بوضع المسالح ومراقبة الزائرين ومطاردتهم مطارده شديدة دامت طيلة خمس عشرة سنة من حكمه بل أمر بهدم قبر الحسين خلال تلك الفترة أربع مرات وكربه وخربه وحرثه وأجرى الماء على القبور.
أورد الطبري في حوادث سنة 236 هـ أن المتوكل أمر بهدم قبر الحسين وهدم ما حوله من المنازل والدور وأن يحرث ويبذر ويسقي موضع قبره وأن يمنع الناس من إتيانه فذكر أن عامل الشرطة نادى في الناحية من وجدناه عند قبره بعد ثلاثة بعثناه إلى المطبق (وهو سجن تحت الأرض) وهرب الناس وأقلعوا من المسير إليه وحرث ذلك الموضع وزرع ما حواليه وفي رواية أوردها الطوسي في الأمالي عن عبد الله بن دانيه الطوري قال: حججت سنة 247 هـ فلما صدرت من الحج إلى العراق زرت علي بن أبي طالب على حال خفية من السلطان ثم توجهت إلى زيارة الحسين فإذا هو قد حرث أرضه وفجّر فيها الماء وأرسلت الثيران والعوامل في الأرض فبعيني وبصري كنت أرى الثيران تساق إلى الأرض فتساق لهم حتى إذا حاذت القبر حادت عنه يميناً وشمالاً فتضرب بالعصي الضرب الشديد فلا ينفع ذلك ولا تطأ القبر بوجه فما أمكنني الزيارة فتوجهت إلى بغداد ولما وصلت بغداد سمعت الهائعة فقلت: ما الخبر؟ قالوا سقط الطائر بقتل المتوكل فعجبت لذلك وقلت إلهي ليلة بليلة.

### العمارة الثالثة
وصل المنتصر إلى سدة الخلافة وتولى أمر السلطة في دولة العباسيين في أواخر عام 247 هـ فأصاب العلويين الفرج وزالت عنهم الكربة ورفع عنهم المنع وأمر بتشييد قبة على قبر الحسين وركّز عليها ميلاً ليرشد الناس إلى القبر، وعطف على العلويين ووزع عليهم الأموال ودعا إلى زيارة قبر الحسين، فهاجر إلى كربلاء جماعة منهم من أولاد الإمام موسى بن جعفر وفي مقدمتهم السيد إبراهيم المجاب بن السيد محمد العابد بن الإمام موسى بن جعفر وذرية محمد الأفطس حفيد الحسين الأصغر ابن الإمام السجاد، وأولاد عيسى بن زيد بن علي واستوطنوا فيه وبقي هذا البناء مشيداً حتى سقوطه سنة 273 هـ. على عهد الخليفة المعتضد العباسي.

### العمارة الرابعة
سقطت العمارة التي شيدها المنتصر على القبر المطهر مرة واحدة وذلك في 9 ذي الحجة سنة 273 هـ. حينما كان الزوار محتشدين ويبدو أنها كانت قد سقطت تلك البناية في زيارة عرفة وهي من الزيارات المخصوصة لحرم الحسين ويكثر فيها الناس وقد أصيبت من جراء السقوط خلق كثير فقد هدمت السقيفة مرة واحدة ونجا من الزوار جمع غفير كان من بينهم أبو عبد الله محمد بن عمران بن الحجاج وهو من وجوه أهل الكوفة وهو الذي نقل الخبر. وسبب سقوط السقيفة مجهول لحد الآن هل كان الحادث قد وقع قضاءً وقدراً؟ أم ان هناك يداً خبيثة من قبل السياسة والسلطة الحاكمة آنذاك كان لها الدور في هذه الفاجعة العظمى. على كل حال فقد كان الحادث مؤلماً ومروعاً وفي الوقت نفسه أصيب القبر بالانهدام وصار مكشوفاً لمدة عشر سنين. حتى تولى الداعي الصغير محمد بن زيد بن الحسن جالب الحجارة من أولاد الحسن السبط إمارة طبرستان بعد وفاة أخيه الملقب بالداعي الكبير فحينئذ أمر ببناء المشهدين وإقامة العمارة المناسبة وهما مشهد أمير المؤمنين في النجف ومشهد أبي عبد الله الحسين في كربلاء فكان المعتضد وقتذاك خليفة العباسيين سنة 183 هـ وكان تأريخ العمارة يتراوح بين (279- 289 هـ). وقد زار محمد بن زيد كربلاء والنجف وأرسل المواد.
والتحفيات فقد كانت علاقته مع المعتضد العباسي حسنة ورابطة به متينة فتمكن بسببه أن يشيد البناء على الحرمين في الغري والحائر فشيّد على القبر في كربلاء قبة عالية لها بابان ومن حول القبة سقيفتين وعمّر السور حول الحائر وأمام المساكن وأجزى العطاء على سكنه سكنته كربلاء ومجاوري الروضة.

### العمارة الخامسة
حكم بغداد عضد الدولة البويهي في الخلافة الطائع بن المطيع العباسي وقد أمر ببناء الرواق المعروف برواق عمران بن شاهين في المرقد

### العمارة السادسة
عمارة الحسن بن مفضل بن سهلان أبو محمد الرامهرمزي وزير سلطان الدولة بن بويه الديلمي قال ابن الأثير في حوادث سنة 407 فيها في 14 ربيع الأول احترقت قبة الحسين والأروقة وكان سببه أنهم أشعلوا شمعتين كبيرتين فسقطتا في الليل على التأزير فاحترق وتعدت النار فجددها الوزير المذكور وفي مجالس المؤمنين عن تاريخ ابن كثير الشامي أنه بنى سور الحائر الحسيني وقتل سنة 460 قيل هو الذي ذكره ابن إدريس في سنة 588 في كتاب المواريث من السرائر وهذه العمارة هي التي رآها ابن بطوبة وذكرها في رحلته التي كانت سنة 727.

### العمارة السابعة
الموجودة الآن أمر بها السلطان أويس الايلخاني سنة 767 وتأريخها هذا موجود فوق المحراب القبلي مما يلي الرأس وأكملها ولده أحمد أويس سنة 786 وقد زيد فيها وأصلحت من ملوك الشيعة وغيرهم، وفي عام 930 أهدى الشاه إسماعيل الصفوي صندوقاً بديع الصنع إلى القبر الشريف وفي عام 1048 شيد السلطان مراد العثماني الرابع القبة وجصصها وفي سنة 1135 أنفقت زوجة نادر شاه مبالغ طائلة لتعمير الروضة الحسينية وفي سنة 1232 أمر فتحعلي شاه بتهذيب القبة الشريفة.

## وصلات خارجية
الموقع الرسمي للعتبة الحسينية المقدسة